# 皮埃尔·贾科莫·皮索尼
皮埃尔·贾科莫·皮索尼（Pier Giacomo Pisoni，1928年7月8日—1991年2月8日）是位意大利历史学家、古文书学家和档案保管员。

## 生平
出生于意大利的傑爾米尼亞加（Germignaga），近卢伊诺，他特别致力于马焦雷湖的中世纪和现代的地方史。他重新发现并出版了因失传而已被放弃研究的14世纪关于但丁的《神曲》中《地狱篇》的评论，这些评论是彼特拉克的朋友古列尔莫·馬拉毛羅（Guglielmo Maramauro）写的。作为以博罗梅奥家族伯爵著称的档案保管员，他转录和发表了若干地方金石、文献、手稿、公共法规、信件、古老的会计账簿。他收集古代民间故事，发表和出版伦巴第历史的文章和书籍，以及有关艺术遗迹或古老家族的专题研究，比如马扎尔迪兄弟的传奇故事，这五个海盗在15世纪初落户坎内罗城堡并对整个马焦雷湖进行了恐怖统治。